# Гай Крассиан
Гай Крассиа́н (лат. Gaius Crassianus/Crastinus; убит 9 августа 48 года до н. э., Фарсал, Македония, Римская республика) — центурион в армии Гая Юлия Цезаря, участник битвы при Фарсале.

## Биография
По рассказу Плутарха, выйдя из лагеря перед началом ожидаемой битвы, Гай Юлий Цезарь первым увидел Крассиана и, поздоровавшись, спросил, что он думает о судьбе сражения. Крассиан протянул руку и вскричал: «— Ты, Цезарь, одержишь блестящую победу и похвалишь меня сегодня живым или мёртвым!». Он первым начал Фарсальское сражение со своим манипулом в сто двадцать человек и разбил первые ряды неприятеля. В это время один из них выступил вперёд и нанёс ему удар мечом в рот с такой силой, что острие прошло через весь затылок. Крассиан погиб, но слово своё сдержал.